# Zagan Pascià
Zağan Pascià (anche noto come Zaganos Pascià; 1426 circa – Balıkesir, 1469) è stato un militare e politico ottomano durante il regno di Maometto II.
Di origini albanesi, reclutato tra i giannizzeri, seppe imporsi ai vertici della macchina militare e politica dell'Impero ottomano, grazie alla sua abilità e alla fiducia di cui godeva presso il giovane sultano, che aveva accompagnato nel suo esilio del 1446, fino a sposarne una delle sorellastre. Ottenne il titolo di terzo visir nel 1439, di secondo visir nel 1451 e di Gran Visir il 29 maggio 1453, giorno della presa di Costantinopoli. Durante l'assedio di Costantinopoli Zağan ebbe un ruolo preminente, pianificando gli attacchi alle mura tramite genieri e torri mobili in legno. Il 26 maggio, convocato nel consiglio di guerra, si oppose alle argomentazioni del Gran Visir Çandarli Halil, favorevole ad una soluzione pacifica dell'assedio e ad una tregua con i Cristiani (in quanto preoccupato da una eventuale reazione delle potenze dell'Europa occidentale), rilevando che difficilmente queste si sarebbero mosse e additando al giovane sultano l'esempio di Alessandro il Grande, il condottiero che questi aveva come modello di riferimento. Maometto II venne convinto da queste argomentazioni, ma inviò comunque Zagan a sondare l'umore dei soldati, contando sulla capacità di convincimento di questi. Il giorno dell'assalto finale Zagan dispiegò i suoi uomini all'assalto delle mura delle Blacherne, inviando inoltre rinforzi alle truppe navali schierate verso il Corno d'Oro. Durante i combattimenti sulle mura Zagan inviò una squadra di giannizzeri, guidata da un uomo di possente corporatura di nome Hasan di Ulubad il cui contributo fu decisivo per seminare il panico tra gli esausti difensori. Il 1º giugno, nelle nuove vesti di Gran Visir, negoziò la resa della colonia genovese di Galata. Nei giorni successivi alla battaglia, Zagan riscattò diversi nobiluomini veneziani catturati, tra i quali Jacopo Contarini, sborsando una somma di diverse decine di migliaia di ducati, al fine di accrescere il proprio prestigio agli occhi della Repubblica di Venezia.
Nel 1456 Zagan cadde in disgrazia a corte, venendo additato come capro espiatorio della fallimentare spedizione contro Belgrado: la figlia venne espulsa dall'harem imperiale ed egli si ritirò nella città di Balıkesir, dove aveva dei possedimenti. Qui fece costruire una moschea, che tuttora porta il suo nome, nella quale venne sepolto, ospitante le tombe di diversi altri membri della sua famiglia. Nel 1459 venne tuttavia riabilitato, venendo nominato Kapudan Pascià (ammiraglio) della nascente flotta ottomana, in rapida espansione. Nel 1460 divenne governatore della Tessaglia e della Macedonia. Ad Istanbul c'è ancora una torre che porta il suo nome, così denominata in suo onore dal sultano dopo la presa di Costantinopoli.

## Famiglia

### Mogli
Zagan Pascià ebbe tre mogli:
- Sitti Nefise Hatun, figlia di Timurtaşoğlu Oruç Pasha, governatore generale dell'Anatolia sotto Murad II. Da lei ebbe due figli e due figlie.
- Fatma Hatun (1430 - 1464 o dopo). Figlia del sultano Murad II e Hüma Hatun e quindi sorella del sultano Mehmed II, si sposarono nel 1444 e divorziarono nel 1462. Da lei ebbe due figli.
- Anna Hatun (s.1463). Figlia dell'imperatore David di Trebisonda e Elena Cantacuzena, figlia di Demetrio I Cantacuzeno. Mehmed II la ospitò nel suo harem dopo aver sconfitto il padre e la offrì in moglie a Zagan in cambio del permesso di sposare sua figlia, Hatice Hatun.

### Figli
Zagan Pascià aveva almeno quattro figli:
- Mehmed Bey - figlio di Sitti Nefise Hatun
- Ali Çelebi - figlio di Sitti Nefise Hatun
- Hamza Bey - figlio di Fatma Hatun
- Ahmed Çelebi - figlio di Fatma Hatun. Divenne un importante consigliere di suo cugino, il sultano Bayezid II.

### Figlie
Zagan Pascià aveva almeno due figlie:
- Selçuk Hatun - figlia di Sitti Nefise Hatun. Sposò Mahmud Pasha Angelovic e in seguito divenne l'amante di Şehzade Mustafa, figlio di Mehmed II. Da suo marito ha avuto un figlio, Ali Bey, e una figlia, Hatice Hatun.
- Hatice Hatun - figlia di Sitti Nefise Hatun. Divenne una consorte del sultano Mehmed II. In cambio, a suo padre fu data in sposa Anna Hatun, una principessa bizantina tenuta "ospite" a Costantinopoli. Alla morte di Mehmed, si risposò con uno statista.